# Resolutie 1178 Veiligheidsraad Verenigde Naties
Resolutie 1178 van de Veiligheidsraad van de Verenigde Naties werd op 29 juni 1998 aangenomen door de
VN-Veiligheidsraad met unanimiteit van stemmen.

## Achtergrond
Nadat in 1964 geweld was uitgebroken tussen de Griekse- en Turkse bevolkingsgroep op Cyprus stationeerden
de VN de UNFICYP-vredesmacht op het eiland. Die macht wordt sindsdien om het half jaar verlengd.                                                                                                                                       In 1974 bezette Turkije het noorden van Cyprus na een Griekse poging tot staatsgreep. In 1983
werd dat noordelijke deel met Turkse steun van Cyprus afgescheurd. Midden 1990 begon het toetredingsproces van
(Grieks-)Cyprus tot de Europese Unie, maar de EU erkende de Turkse Republiek Noord-Cyprus niet.

## Inhoud

### Waarnemingen
Cyprus stemde weer in met een verlenging van de UNFICYP-vredesmacht. Intussen bleef de vrijheid van die
vredesmacht ingeperkt en bleven de spanningen langs de VN-bufferzone hoog.

### Handelingen
Het mandaat van UNFICYP werd tot 31 december verlengd. De Veiligheidsraad herhaalde dat beide zijden
geweld gericht tegen de macht moesten voorkomen en acties die - vooral nabij de bufferzone - de spanningen deden
oplopen moesten vermijden. Beide hadden maatregelen met dat doeleinde die door UNFICYP waren voorgesteld nog steeds
niet aanvaard. Ook bleef Cyprus veel te veel uitgeven aan defensie en nam het
aantal buitenlandse troepen niet af. Het was de bedoeling het eiland op termijn te demilitariseren. Het houden
van gemeenschappelijk evenementen moest het vertrouwen tussen de twee gemeenschappen op Cyprus opbouwen.

## Verwante resoluties
- Resolutie 1117 Veiligheidsraad Verenigde Naties (1997)
- Resolutie 1146 Veiligheidsraad Verenigde Naties (1997)
- Resolutie 1179 Veiligheidsraad Verenigde Naties
- Resolutie 1217 Veiligheidsraad Verenigde Naties

Lijst ·  1147 ·  1148 ·  1149 ·  1150 ·  1151 ·  1152 ·  1153 ·  1154 ·  1155 ·  1156 ·  1157 ·  1158 ·  1159 ·  1160 ·  1161 ·  1162 ·  1163 ·  1164 ·  1165 ·  1166 ·  1167 ·  1168 ·  1169 ·  1170 ·  1171 ·  1172 ·  1173 ·  1174 ·  1175 ·  1176 ·  1177 ·  1178 ·  1179 ·  1180 ·  1181 ·  1182 ·  1183 ·  1184 ·  1185 ·  1186 ·  1187 ·  1188 ·  1189 ·  1190 ·  1191 ·  1192 ·  1193 ·  1194 ·  1195 ·  1196 ·  1197 ·  1198 ·  1199 ·  1200 ·  1201 ·  1202 ·  1203 ·  1204 ·  1205 ·  1206 ·  1207 ·  1208 ·  1209 ·  1210 ·  1211 ·  1212 ·  1213 ·  1214 ·  1215 ·  1216 ·  1217 ·  1218 ·  1219